# Agelaius
Genre
Agelaius est un genre d'oiseaux de la famille des Icteridae. Il regroupe 5 espèces de carouges.

## Liste des espèces
D'après la classification de référence (version 5.2, 2015) du Congrès ornithologique international (ordre phylogénique) :
- Agelaius xanthomus – Carouge de Porto Rico
- Agelaius humeralis – Petit Carouge
- Agelaius tricolor – Carouge de Californie
- Agelaius phoeniceus – Carouge à épaulettes
- Agelaius assimilis – Carouge de Cuba